# Sấm nhiệt đới
Sấm nhiệt đới (tựa gốc: Tropic Thunder) là một phim điện ảnh hành động hài hước của Mỹ năm 2008 do Ben Stiller đạo diễn. Phim có sự tham gia của Stiller, Jack Black, Robert Downey Jr., Jay Baruchel và Brandon T. Jackson trong vai một nhóm các diễn viên prima doma đang thực hiện một phim về chiến tranh Việt Nam hư cấu. Khi vị đạo diễn phim (do Steve Coogan đóng) thả họ vào giữa rừng sâu, họ buộc phải dựa vào kĩ năng diễn xuất của mình để sống sót trong những cảnh hành động và nguy hiểm thực sự. Kịch bản phim chắp bút bởi Justin Theroux, Stiller và Etan Cohen, xuất phát từ đầu truyện của Stiller và Theroux. Những người chịu trách nhiệm sản xuất phim là Stuart Cornfeld, Stiller và Eric McLeod với hai hãng phim Red Hour Productions và DreamWorks Pictures đồng hợp tác sản xuất quốc tế giữa Hoa Kỳ, Đức và Anh Quốc.

## Diễn viên
- Ben Stiller trong vai Tugg Speedman: Từng là ngôi sao phim hành động được trả lương cao nhất, có doanh thu cao nhất từ trước đến nay nhờ loạt phim Scorcher, nhưng sự nghiệp của anh ấy đã bị chững lại và giờ đây anh ấy nổi tiếng chỉ xuất hiện trong những quả bom phòng vé. Sau khi thu hút sự chú ý tiêu cực cho vai diễn của anh ấy trong Simple Jack, trong đó anh ấy đóng vai một cậu bé nông dân bị thử thách về tinh thần, anh ấy nhận vai Four Leaf Tayback trong một nỗ lực cứu vãn sự nghiệp của mình. Đoạn giới thiệu giả của Tugg ở đầu phim là bản xem trước cho Scorcher VI: Global Meltdown, phần mới nhất trong loạt phim của anh và là sự giả mạo của loạt phim bom tấn hành động dài tập mùa hè.
- Jack Black trong vai Jeff Portnoy: Một diễn viên hài nghiện ma túy nổi tiếng với việc thể hiện nhiều phần trong các bộ phim dựa trên sự hài hước trong nhà vệ sinh , đặc biệt là những câu chuyện cười về chứng đầy hơi. Trong phim nội dung phim , anh vào vai một người lính có giọng nói khàn khàn tên là Fats. Anh ấy sợ rằng mình chỉ được coi là một diễn viên vì những cái rắm của anh ấy và không có gì khác. Đoạn giới thiệu giả của Portnoy cho bộ phim hài gia đình dành cho lứa tuổi vị thành niên The Fatties: Fart 2 , kể về một gia đình (với mỗi thành viên do Portnoy thủ vai) thích đi xăng, giả mạo chân dung của Eddie Murphy về nhiều nhân vật trong các bộ phim như Nutty Professor II: The Klumps .
- Robert Downey Jr. trong vai Kirk Lazarus: Một diễn viên người Úc và từng 5 lần đoạt giải Oscar, Lazarus đã có một cuộc phẫu thuật "thay đổi sắc tố" gây tranh cãi để làm đen da của mình cho vai diễn nhân vật da đen, Trung sĩ Lincoln Osiris. Lazarus từ chối phá vỡ nhân vật cho đến khi anh ấy đã ghi lại phần bình luận của DVD và chỉ nói bằng tiếng Anh bản ngữ người Mỹ gốc Phi của nhân vật của anh ấy. Đoạn giới thiệu giả của Lazarus, Satan's Alley , kể về hai nhà sư đồng tính trong một tu viện ở Ailen thế kỷ 12, chế lại những bộ phim như Brokeback Mountain và cảnh của chính Downey với Tobey Maguire (người trong một vai khách mời tự đóng vai một nhà sư khác) trong Wonder Boys. Downey cho biết anh đã mô phỏng Lazarus dựa trên ba diễn viên: Russell Crowe, Daniel Day-Lewis và Colin Farrell. Ban đầu, Lazarus dự định là người Ireland, nhưng Downey cảm thấy thoải mái hơn khi sử dụng giọng Úc, vì anh đã thể hiện một nhân vật người Úc trong Natural Born Killers .
- Nick Nolte trong vai Four Leaf Tayback: Tác giả của Tropic Thunder, một cuốn hồi ký giả mạo về những trải nghiệm chiến tranh của ông mà bộ phim dựa trên đó. Anh đề xuất ý tưởng thả các diễn viên vào giữa rừng già để họ trông và có cảm giác như những người lính lạc vào đất nước xa lạ.
- Matthew McConaughey vai Rick "The Pecker" Peck: Đặc vụ và người bạn thân nhất của Speedman.
- Steve Coogan vai Damien Cockburn: Đạo diễn phim người Anh thiếu kinh nghiệm không thể kiểm soát được các diễn viên trong phim. Nhân vật này một phần được lấy cảm hứng từ Richard Stanley , và kinh nghiệm đạo diễn bộ phim The Island of Dr. Moreau năm 1996 của ông , cùng với Val Kilmer và Marlon Brando .
- Jay Baruchel trong vai Kevin Sandusky: Một diễn viên mới vào nghề, anh ấy là diễn viên duy nhất đã đọc kịch bản và sách và tham gia chương trình đào tạo được chỉ định trước khi bộ phim. Sandusky đóng vai một người lính trẻ tên là Brooklyn trong bộ phim điện ảnh. Brooklyn và Sandusky, mỗi người đều chiếm vị trí nam chính trong nhân vật trong phim và dàn diễn viên của nó, là diễn viên duy nhất không có xung đột nội tâm hay sự bất an sâu sắc. Anh ấy thường đóng vai trò là người hòa giải khi căng thẳng giữa các diễn viên lên cao.
- Danny McBride vai Cody: Chuyên gia chất nổ và phi công trực thăng của phim. Anh ta đã nổi tiếng là một pyromaniac nguy hiểm sau một sự cố khi làm việc trong Freaky Friday suýt làm Jamie Lee Curtis bị mù.
- Brandon T. Jackson trong vai Alpa Chino: Một rapper đồng tính luyến ái đang cố gắng lấn sân sang lĩnh vực diễn xuất, đóng vai một người lính tên Motown, đồng thời quảng cáo cho thanh kẹo "Bust-A-Nut" và nước tăng lực "Booty Sweat". Anh ấy cảm thấy hình ảnh của mình với tư cách là một rapper sẽ không cho phép anh ấy công khai là người đồng tính. Tên của anh ấy là một vở kịch trên Al Pacino .  Kevin Hart từ chối vai diễn vì anh không muốn đóng một nhân vật đồng tính.
- Bill Hader vai Giám đốc điều hành Studio Rob Slolom: Trợ lý và cánh tay phải của Grossman.
- Brandon Soo Hoo vai Tran: Thủ lĩnh trẻ 12 tuổi của băng đảng Flaming Dragon. Nhân vật này được so sánh với các thủ lĩnh quân du kích của Đội quân của Chúa là Johnny và Luther Htoo .
- Reggie Lee vai Byong: Chỉ huy thứ hai của băng đảng Flaming Dragon.
- Triệu Trân vai Trụ: Một quân nhân kiêm diễn viên tận tụy trong băng nhóm Rồng rực lửa.
- Tom Cruise trong vai Les Grossman: Giám đốc hãng phim thô tục, xấu tính sản xuất Tropic Thunder. Nhiều nhà bình luận tin rằng ông dựa trên Scott Rudin, người nổi tiếng với tính khí nóng nảy và đối xử tệ bạc với người khác.

Nhiều diễn viên và người nổi tiếng khác nhau đóng vai chính họ, bao gồm Tobey Maguire, Tyra Banks, Maria Menounos, Martin Lawrence, The Mooney Suzuki, Jason Bateman, Lance Bass, Jennifer Love Hewitt, Alicia Silverstone, Christine Taylor, Mini Anden, Anthony Ruivivar, Rachel Avery, Yvette Nicole Brown, Sean Penn và Jon Voight. Đồng biên kịch Justin Theroux xuất hiện trong hai vai trò ngắn gọn là xạ thủ UH-1 Huey và người chơi xóc đĩa từ Zoolander (hiển thị trong một cảnh đã xóa).